# Typhlomys
Typhlomys is een geslacht van zoogdieren uit de familie van de dwergslaapmuizen (Platacanthomyidae). De wetenschappelijke naam van het geslacht werd in 1877 gepubliceerd door Henri Milne-Edwards.

## Soorten
Er worden 7 soorten in dit geslacht geplaatst:
- Typhlomys chapensis Osgood, 1932
- Typhlomys cinereus Milne-Edwards, 1877 - Chinese dwergslaapmuis
- Typhlomys daloushanensis Wang Yingxiang & Li Chongyun, 1996
- Typhlomys fengjiensis Pu Yingting, Chen Shunde, & Liu Shaoying, 2022
- Typhlomys huangshanensis Hu Tingli & Zhang Baowei, 2020
- Typhlomys nanus Cheng Feng et al., 2017
- Typhlomys taxuansis A. Balakirev, B. Phuong, & Rozhnov, 2024